# Tramlijn 17 (Rotterdam)
De voormalige tramlijn 17 van de Rotterdamse RET werd ingesteld op 1 mei 1929. De lijn bereed toen de route Beursplein - Mathenesserbrug, maar werd dat jaar nog verlengd naar het Marconiplein. Deze lijn werd in 1936 opgeheven.
De tweede lijn 17 reed als versterking van lijn 7 op het traject Aelbrechtsplein - Willemsplein. Deze lijn reed van 1 maart 1937 tot 1 september 1937.
In 1940 kwam er een derde lijn 17, met de route Mathenesserlaan - Oudedijk. In 1941 werd de lijn verlengd naar het Heemraadsplein en in 1944 naar het Mathenesserplein. In 1944 werd de lijn opgeheven, maar in 1947 kwam er een nieuwe lijn 17, wat eigenlijk een verlengde versie van de vorige was: Marconiplein - Oudedijk.  
Lijn 17 reed, totdat gebruikgemaakt ging worden van de eindpuntlus van lijn 22 aan de Avenue Concordia – een zijstraat van de Oudedijk - met de vierassers uit de serie 401-570 omdat het eindpunt op de 's-Gravenweg een kopeindpunt was.
In 1966 was er een voorstel van de directie tot verlenging van de lijn in 1968 naar Alexanderstad en het station Alexander.Slechts het eerste gedeelte, een kleine verlenging naar een nieuwe keerlus aan de Laan van Nooitgedacht, kwam tot stand.
In verband van de invoering van de metro en de daarmee samenhangende wijzigingen van het openbaar vervoernet in 1968 is lijn 17 per 2 september 1967 opgeheven. De toen nieuw ingestelde tramlijn 8 nam een groot deel van de route van lijn 17 over.
Tussen 2 juni 1996 en 1 september 1997 heeft er een andere lijn 17 bestaan die als route had: Spangen, Middellandstraat, West-Kruiskade, Mauritsweg, Van Oldenbarneveltstraat, Blaak, Oostplein. Deze lijn 17 was een versterkingslijn van lijn 7 en reed niet 's avonds en op zondag behalve op koopavonden.